# 2002年飓风依利达
飓风依利达（英語：Hurricane Elida）是2002年太平洋飓风季首场在萨菲尔-辛普森飓风等级下达到五级标准的热带气旋。系统源于7月23日的一股东风波，形成后快速增强，仅用了两天时间就从热带低气压增强成五级飓风，但在此强度下只保持了6个小时就开始减弱。截至2014年，国际日期变更线以东、赤道以北的太平洋只形成过15场五级飓风，依利达产生的大浪虽有抵达墨西哥，但沒有人員傷亡和財產損失的相關報導。
受高压脊影响，飓风向西移动，并两度进入眼墙置换周期，其中第一次是在风暴达到最高强度左右开始，完成时飓风已行进至水温较低的海域，第二次则是在飓风开始减弱后不久开始，并且只持续了很短的时间。气象机构是在依利达位于墨西哥以西洋面时发布针对该气旋的最后一份公告，但系统残留要一直行进至加利福尼亚州洛杉矶以西海域才完全消散。依利达的增强速度很快，并且达到最高强度后的减弱过程又很不稳定，气象组织在预测其强度变化过程中出现许多错误。虽然强度预报准确度欠佳，但针对风暴的路径预测却比此前10年的总体情况要好。

## 气象历史
依利达源于7月13日离开非洲海岸的一股东风波。东风波平稳行经大西洋和加勒比海，在此期间没有显著发展，于7月21日进入太平洋上空。次日，东风波开始组织，于7月23日在墨西哥南下加利福尼亚州埃斯孔迪多港（Puerto Escondido）东南偏南方向约560公里海域发展成第六号热带低气压。美国国家飓风中心预计，低气压会因受高压脊影响而向西移动，飓风道格拉斯的动向同样受到该高压脊影响。该机构还预计，低气压会因风切变少、海面温度高而在48小时内达到飓风强度。第六号热带低气压在向西移动期间开始进入爆发性增强期，仅6小时后就升级成热带风暴并获名“依利达”（Elida），系统中已呈现出带状特征和中心密集云区。美国国家飓风中心修改预报结果，认为风暴会在次日成为飓风。
风暴继续快速强化，逐渐发展出眼状特征，红外线卫星图像显示中心密集云区内可能有风眼墙形成。6小时后，气旋中有很小的风眼形成，依利达于7月24日升级成萨菲尔-辛普森飓风等级下的二级飓风，持续风速每小时180公里，这时距系统以风力时速56公里强度成为热带低气压还只过了18小时。飓风还在急剧增强，超过德沃夏克分析法的估算结果，风力时速在6小时后达到217公里，成为四级飓风，美国国家飓风中心这时终于预测依利达会达到五级强度标准。飓风这时的移动速度约为每小时26公里，并向西北偏西方向移动，其风眼直径估计为18公里。7月25日，依利达的风速达到每小时249公里，接近五级飓风标准。美国国家飓风中心在之后的一份公告中认为依利达已达五级强度，但直到发布热带气旋报告时才确认依利达一度成为五级飓风，但只保持了6个小时。飓风这时呈现出同心风眼墙，直到行经至水温较低的海域后才完成眼墙置换周期。

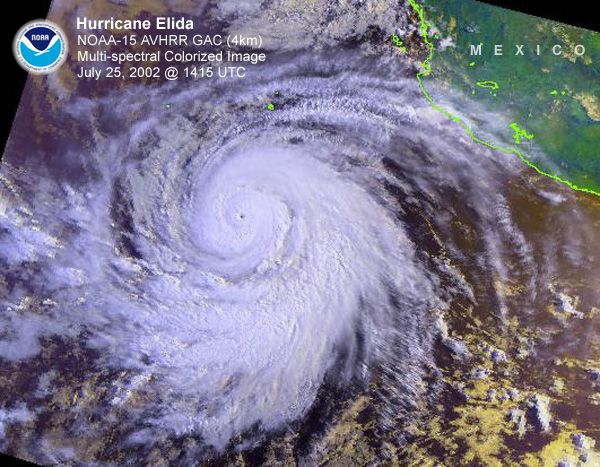
7月25日，最高强度过后的飓风依利达。

接下来，飓风开始减弱，并且减弱过程很不规则。内层风眼墙崩塌后，飓风强度已降至三级标准，风力时速约190公里。依利达这时已到达高压脊的边缘，之前正是因为受到这一高压脊的影响，风暴才没有转向西北。飓风开始向西北转向，然后进入又一轮眼墙置换周期，强度随之下降到二级飓风标准。7月26日晚，卫星图像显示依利达的风眼消失。气旋继续减弱，于7月27日降级成热带风暴。受副热带高压脊出现薄弱环节的影响，依利达转向北上。7月28日清晨，依利达开始重新发展，形成中等强度对流，有再度增强的可能，但这一趋势未能持续，风暴于7月29日弱化成热带低气压，美国国家飓风中心发布针对系统的最后一份公告时，系统中心距墨西哥蓬塔尤金尼亚（Punta Eugenia）还有约1296公里，其对流区位于中心以北，覆盖海域的海浪约有3.7米高。依利达的残留向东北方向移动，最终在加利福尼亚州洛杉矶以西约861公里洋面消散。

## 影响
雖然依利达产生的风雨一直都在海上，远离陆地，但美国国家飓风中心发布的热带气旋报告认为飓风产生的大浪有可能到达墨西哥海岸，但沒有人員傷亡和財產損失的相關報導，也没有任何气象机构发布热带气旋警告。唯一接近风暴的报告来自“新世纪一号”（New Century 1）运载舰（呼号“9”），该舰在离飓风中心370公里洋面测得的风速为每小时64公里，气压1008.5毫巴（百帕）。
美国国家飓风中心在预测依利达的移动路径时准确度高于1992至2001年的平均值，但强度预报结果的准确率很低。除72小时预报外，所有预测的错误几率都比长期平均值要高。这主要是因为飓风的增强速度极快，而且达到最高强度后的减弱过程又很不稳定。
欧洲空间局的环境卫星上装载有中分辨率成像光谱仪，该仪器观测并纪录下飓风依利达达到最高强度的过程，这也是人类首次用中分辨率成像光谱仪观察飓风。这一传感装置最初的设计目的主要是记录海洋生物和水质，以及陆地植被、云层和水蒸汽。